# Jan Peka
Jan Peka (Rataje nad Sázavou, Imperi Austrohongarès, 27 de juliol de 1894 - Praga, 21 de juliol de 1985) va ser un jugador d'hoquei sobre gel txecoslovac que va competir durant el primer terç del segle xx.
Començà a jugar com a porter d'hoquei sobre gel el 1910, i el 1913 representà a Bohèmia al Campionat d'Europa d'hoquei sobre gel, o guanyà la medalla de plata. Durant la Primera Guerra Mundial va lluitar a Sèrbia i Albània, abans de ser empresonat durant alguns anys a Grècia.
Un cop finalitzada la guerra, el 1920 va prendre part en els Jocs Olímpics d'Anvers, on guanyà la medalla de bronze en la competició d'hoquei sobre gel. Vuit anys més tard, als Jocs de Sankt Moritz finalitzà en cinquena posició i el 1936, a Garmisch-Partenkirchen, finalitzà en quarta posició.
Amb Txecoslovàquia va disputar cinc Campionats d'Europa d'hoquei sobre gel, en què guanyà dues medalles d'or i una de plata. També disputà cinc Campionats del món d'hoquei sobre gel, on el 1933 guanyà la medalla de bronze. Sumant Bohèmia i Txecoslovàquia fou 76 vegades internacional.
A nivell de clubs jugà al Studentskélo HS Karlin, HC Sparta Praha i LTC Praha.